# Premis Oscar de 1983
Els Premis Oscar de 1983 (en anglès: 56th Academy Awards) foren presentats el dia 9 d'abril de 1984 en una cerimònia realitzada al Dorothy Chandler Pavilion de Los Angeles.
En aquesta edició actuà de presentador Johnny Carson, per cinquena i última vegada.

## Curiositats
La pel·lícula més nominada de la nit fou La força de la tendresa de James L. Brooks amb onze candidatures, i també fou la gran guanyadora amb cinc premis: pel·lícula, director, actriu principal, actor secundari i guió adaptat. Brooks guanyà tres premis aquella mateixa nit com a productor, director i guionista, esdevenint el tercer professional del cinema que aconseguia aquest rècord després de Billy Wilder per L'apartament (1960) i Francis Ford Coppola per El Padrí II (1974). La producció sueca Fanny i Alexander d'Ingmar Bergman aconseguí sis nominacions, guanyant finalment quatre premis.
El premi a millor actriu secundària recaigué en Linda Hunt per la seva interpretació a L'any que vam viure perillosament de Peter Weir d'un personatge masculí. Per primera vegada un afroamericà, Joe I. Tompkins, aconseguí una nominació en la categoria de millor vestuari.
En aquesta edició no s'atorgà el premi de millor maquillatge.

## Premis
| Millor pel·lícula | Millor direcció |
| --- | --- |
| - La força de la tendresa (James L. Brooks per Paramount Pictures) - The Big Chill (Michael Shamberg per Carson Productions) - The Dresser (Peter Yates per Columbia Pictures) - Escollits per a la glòria (Irwin Winkler i Robert Chartoff per The Ladd Company) - Tender Mercies (Philip Hobel per Antron Media Production)                                                                                        | - James L. Brooks per La força de la tendresa - Peter Yates per The Dresser - Ingmar Bergman per Fanny i Alexander - Mike Nichols per Silkwood - Bruce Beresford per Tender Mercies |
| Millor actor | Millor actriu |
| - Robert Duvall per Tender Mercies com a Mac Sledge - Michael Caine per Educant la Rita com a Prof. Frank Bryant - Tom Conti per Reuben, Reuben com a Gowan McGland - Tom Courtenay per The Dresser com a Norman - Albert Finney per The Dresser com a Sir | - Shirley MacLaine per La força de la tendresa com a Aurora Greenway - Jane Alexander per Testament com a Carol Wetherly - Meryl Streep per Silkwood com a Karen Silkwood - Julie Walters per Educant la Rita com a Susan "Rita" White - Debra Winger per La força de la tendresa com a Emma Greenway-Horton |
| Millor actor secundari | Millor actriu secundària |
| - Jack Nicholson per La força de la tendresa com a Garrett Breedlove - Charles Durning per To Be or Not to Be com a coronel Erhardt - John Lithgow per La força de la tendresa com a Sam Burns - Sam Shepard per Escollits per a la glòria com a coronel Chuck Yeager - Rip Torn per Cross Creek com a Marsh Turner                                                                                                  | - Linda Hunt per L'any que vam viure perillosament com a Billy Kwan - Cher per Silkwood com a Dusty Ellis - Glenn Close per The Big Chill com a Sarah Cooper - Amy Irving per Yentl com a Hadass Vishkower - Alfre Woodard per Cross Creek com a Beatrice "Geechee" |
| Millor guió original | Millor guió adaptat |
| - Horton Foote per Tender Mercies - Lawrence Kasdan i Barbara Benedek per The Big Chill - Ingmar Bergman per Fanny and Alexander - Nora Ephron i Alice Arlen per Silkwood - Lawrence Lasker i Walter F. Parkes per WarGames | - James L. Brooks per La força de la tendresa (sobre hist. de Larry McMurtry) - Harold Pinter per Betrayal (sobre obra teatre pròpia) - Ronald Harwood per The Dresser (sobre obra teatre pròpia) - Willy Russell per Educant la Rita (sobre obra teatre pròpia) - Julius J. Epstein per Reuben, Reuben (sobre obra teatre de Herman Shumlin) |
| Millor pel·lícula de parla no anglesa | |
| - Fanny i Alexander d'Ingmar Bergman (Suècia) - Carmen de Carlos Saura (Espanya) - Entre Nous de Diane Kurys (França) - Jób lázadása d'Imre Gyöngyössy (Hongria) - Le Bal d'Ettore Scola (Algèria) | |
| Millor banda sonora | Millor banda sonora - Cançons o adaptació |
| - Bill Conti per Escollits per a la glòria - Leonard Rosenman per Cross Creek - Michael Gore per La força de la tendresa - John Williams per El retorn del Jedi - Jerry Goldsmith per Under Fire | - Michel Legrand (música), Alan i Marilyn Bergman (lletra) per Yentl - Lalo Schifrin (adaptació) per The Sting II - Elmer Bernstein (adaptació) per Trading Places |
| Millor fotografia | Millor cançó original |
| - Sven Nykvist per Fanny i Alexander - Caleb Deschanel per Escollits per a la glòria - Don Peterman per Flashdance - William A. Fraker per WarGames - Gordon Willis per Zelig | - Giorgio Moroder (música); Keith Forsey i Irene Cara (lletra) per Flashdance ("Flashdance... What a Feeling") - Michael Sembello i Dennis Matkosky (música i lletra) per Flashdance ("Maniac") - Austin Roberts i Bobby Hart (música i lletra) per Tender Mercies ("Over You") - Michel Legrand (música); Alan i Marilyn Bergman (lletra) per Yentl ("Papa, Can You Hear Me?") - Michel Legrand (música); Alan i Marilyn Bergman (lletra) per Yentl ("The Way He Makes Me Feel") |
| Millor direcció artística | Millor vestuari |
| - Anna Asp; Susanne Lingheim per Fanny i Alexander - Geoffrey Kirkland, Richard J. Lawrence, W. Stewart Campbell i Peter Romero; George R. Nelson per Escollits per a la glòria - Polly Platt and Harold Michelson; Tom Pedigo i Anthony Mondell per La força de la tendresa - Norman Reynolds, Fred Hole i James Schoppe; Michael Ford per El retorn del Jedi - Roy Walker i Leslie Tomkins; Tessa Davies per Yentl | - Marik Vos-Lundh per Fanny i Alexander - Joe I. Tompkins per Cross Creek - William Ware Theiss per Heart Like a Wheel - Anne-Marie Marchand per Le Retour de Martin Guerre - Santo Loquasto per Zelig |
| Millor muntatge | Millor so |
| - Glenn Farr, Lisa Fruchtman, Stephen A. Rotter, Douglas Stewart i Tom Rolf per Escollits per a la glòria - Frank Morriss i Edward Abroms per Blue Thunder - Bud S. Smith and Walt Mulconery per Flashdance - Richard Marks per La força de la tendresa - Sam O'Steen per Silkwood | - Mark Berger, Thomas Scott, Randy Thom i David MacMillan per Escollits per a la glòria - Donald O. Mitchell, Rick Kline, Kevin O'Connell i James R. Alexander per La força de la tendresa - Alan Splet, Todd Boekelheide, Randy Thom i David Parker per Never Cry Wolf - Ben Burtt, Gary Summers, Randy Thom i Tony Dawe per El retorn del Jedi - Michael J. Kohut, Carlos Delarios, Aaron Rochin and Willie D. Burton per WarGames                                              |
| Millor edició d'efectes de so | |
| - Jay Boekelheide per Escollits per a la glòria - Ben Burtt per El retorn del Jedi | |
| Millor documental | Millor curtmetratge documental |
| - He Makes Me Feel Like Dancin' d 'Emile Ardolino - Children of Darkness de Richard Kotuk i Ara Chekmayan - First Contact de Bob Connolly i Robin Anderson - The Profession of Arms de Michael Bryans i Tina Viljoen - Seeing Red de James Klein i Julia Reichert | - Flamenco at 5:15 de Cynthia Scott i Adam Symansky - In the Nuclear Shadow: What Can the Children Tell Us? de Vivienne Verdon-Roe i Eric Thiermann - Sewing Woman d'Arthur Dong - Spaces: The Architecture of Paul Rudolph de Robert Eisenhardt - You Are Free Ihr Zent Frei de Dea Brokman i Ilene Landis |
| Millor curtmetratge | Millor curtmetratge d'animació |
| - Boys and Girls de Janice L. Platt - Goodie-Two-Shoes d'Ian Emes - Overnight Sensation de Jon N. Bloom | - Sundae in New York de Jimmy Picker - Mickey's Christmas Carol de Burny Mattinson - Sound of Sunshine – Sound of Rain d'Eda Godel Hallinan |

## Oscar Especial

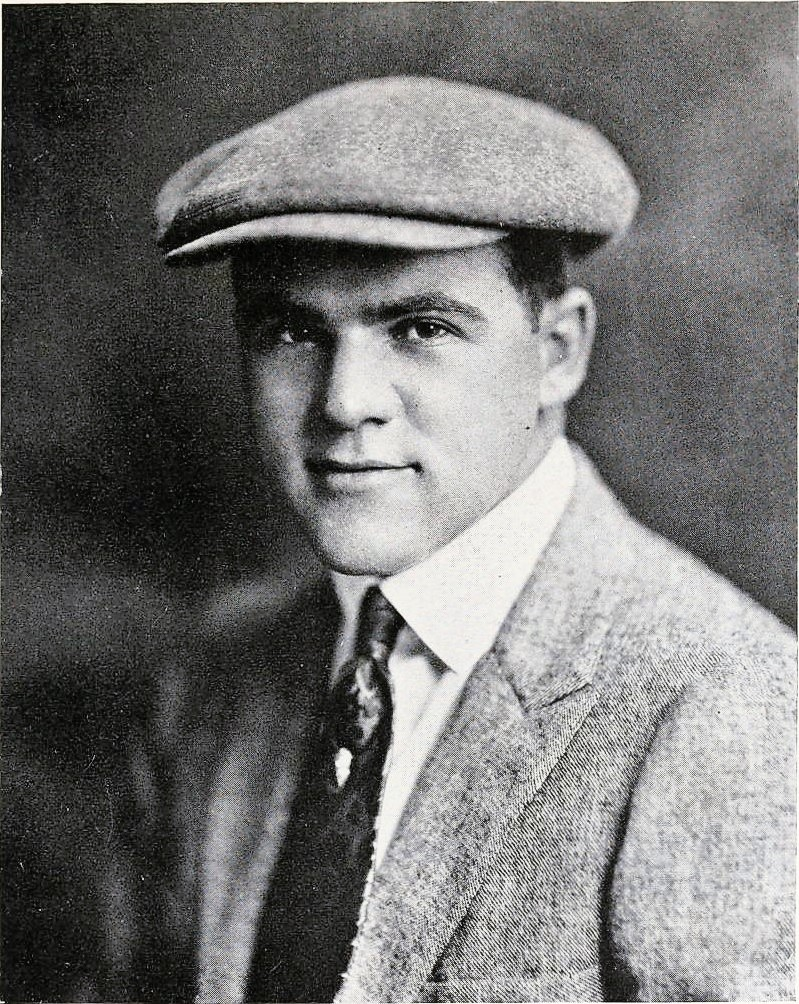
Hal Roach vers el 1920.

- Richard Edlund, Dennis Muren, Ken Ralston i Phil Tippett per El retorn del Jedi (pels efectes sonors)

## Premi Honorífic
- Hal Roach - en reconeixement del seu incomparable registre de distingides contribucions al cinema com a forma d'art. [estatueta]

## Premi Humanitari Jean Hersholt
- M. J. Frankovich

## Premi Gordon E. Sawyer
- John G. Frayne

## Presentadors
| Nom                                |                                       |
| ---------------------------------- | ------------------------------------- |
| Hank Simms                         | Anunciador dels premis                |
| Gene Allen (president AMPAS)       | Obertura i benvinguda                 |
| Timothy Hutton Mary Tyler Moore    | Millor actor secundari                |
| Kevin Bacon Daryl Hannah           | Millor efecte de so                   |
| Jane Alexander Michael Caine       | Millors curtmetratges                 |
| Joan Collins Arnold Schwarzenegger | Premis Científics i Tècnics           |
| Robert Wise                        | Millor muntatge                       |
| Christie Brinkley Michael Keaton   | Millor so                             |
| Anthony Franciosa Joanna Pacula    | Millor fotografia                     |
| John Gavin Jack Valenti            | Millor pel·lícula de parla no anglesa |
| Holly Palance Jack Palance         | Millors documentals                   |
| Cheech and Chong                   | Millors efectes visuals               |
| Tommy Tune Twiggy                  | Millor vestuari                       |
| Ricardo Montalban Jane Powell      | Millor direcció artística             |
| Jennifer Beals Matthew Broderick   | Millor cançó                          |
| Ray Bolger Gene Kelly              | Millor música original                |
| Neil Diamond                       | Millor música - adaptació o cançons   |
| Dyan Cannon Gene Hackman           | Millor actriu secundària              |
| Mel Gibson Sissy Spacek            | Millor guió original o adaptat        |
| Frank Sinatra                      | Premi Humanitari Jean Hersholt        |
| Richard Attenborough               | Millor director                       |
| Jackie Cooper George McFarland     | Premi Honorífic                       |
| Dolly Parton Sylvester Stallone    | Millor actor                          |
| Rock Hudson Liza Minnelli          | Millor actriu                         |
| Frank Capra                        | Millor pel·lícula                     |

### Actuacions
| Nom                                     | Paper                        | Peça                                         |
| --------------------------------------- | ---------------------------- | -------------------------------------------- |
| Quincy Jones                            | Arranjador musical Conductor | Orquestra                                    |
| Irene Cara The National Dance Institute | Interpreten                  | "Flashdance... What a Feeling" de Flashdance |
| Herb Alpert Lani Hall                   | Interpreten                  | "Maniac" de Flashdance                       |
| Mac Davis                               | Interpreta                   | "Over You" from de Tender Mercies            |
| Donna Summer                            | Interpreta                   | "Papa, Can You Hear Me?" de Yentl            |
| Jennifer Holliday                       | Interpreta                   | "The Way He Makes Me Feel" de Yentl          |
| Sammy Davis Jr. Liza Minnelli           | Interpreten                  | "There's No Business Like Show Business"     |

## Múltiples nominacions i premis
| Les següents pel·lícules van rebre diverses nominacions: - 11 nominacions: La força de la tendresa - 8 nominacions: Escollits per la glòria - 6 nominacions: Fanny i Alexander - 5 nominacions: The Dresser, El retorn del Jedi, Silkwood, Tender Mercies i Yentl - 4 nominacions: Cross Creek i Flashdance - 3 nominacions: The Big Chill, Educant la Rita i WarGames - 2 nominacions: Reuben, Reuben i Zelig | Les següents pel·lícules van rebre més d'un premi: - 5 premis: La força de la tendresa - 4 premis: Fanny i Alexander i Escollits per la glòria - 2 premis: Tender Mercies |